# Edouard Degrelle-Rogier
Edouard Emile Firmin Degrelle (Forêt, 12 februari 1842 - Brussel, 3 januari 1911) was een Belgisch edelman en diplomaat.

## Levensloop
Hij was een zoon van Edouard Degrelle en Pauline Roger. In 1864 werd, voor zoveel als noodzakelijk, zijn Belgische nationaliteit bevestigd. In 1886 kreeg hij vergunning Rogier aan de familienaam toe te voegen, in herinnering aan zijn oom, de staatsman Charles Rogier, die in 1885 zonder afstammelingen was overleden. In 1891 werd hij opgenomen in de Belgische erfelijke adel, met de titel graaf, overdraagbaar bij eerstgeboorte.
Hij werd Belgisch buitengewoon gezant en gevolmachtigd minister. Hij was achtereenvolgens op post in Londen, Frankfurt, München, Den Haag, Rio (1883-1889) en Lissabon (1889-1891). Van 1891 tot 1894 onderbrak hij de Belgische diplomatieke dienst en was hij staatssecretaris voor de Vrijstaat Congo. Vanaf 1894 was hij ambassadeur in Den Haag en in die hoedanigheid tekende hij in 1899, samen met eerste minister August Beernaert, het Verdrag voor de vreedzame beslechting van internationale geschillen.
In 1903 werd hij ambassadeur in Sint-Petersburg, zijn laatste post voor hij emeritus werd.

## Privé
In 1864 trouwde hij in Brussel met Tecla Weber de Treuenfels (1840-1903). Hun  dochter Tecla Degrelle-Rogier (1865-1941) kreeg in 1923 de persoonlijke titel gravin.
De oudste zoon Edouard Degrelle-Rogier (1868-1911) werd buitengewoon gezant en gevolmachtigd minister voor Denemarken en Noorwegen. Hij bleef vrijgezel en overleed enkele maanden na zijn vader. Zijn broer, Louis Degrelle-Rogier (1878-1918), werd ambassaderaad en bleef eveneens vrijgezel. Hierdoor doofde  de familie bij zijn dood uit.